# Пономарёв, Виктор Александрович
Ви́ктор Алекса́ндрович Пономарёв (27 февраля 1961, Преображенка, Пугачёвский район, Саратовская область, СССР — 21 декабря 1994, Петропавловская, Чеченская респ) — старшина мотострелковой разведывательной роты Северо-Кавказского военного округа, гвардии старший прапорщик, Герой Российской Федерации.

## Биография

### Ранние годы
Виктор Пономарёв родился 27 февраля 1961 года в селе Преображенка Саратовской области в русской крестьянской семье. В 1971 году семья переехала в посёлок городского типа Елань Волгоградской области. Окончил среднюю школу в Елани в 1978 году, Еланское среднее специальное профессионально-техническое училище № 12 в 1979 году.

### Военная служба
В 1979 году Пономарёв был призван на военную службу по призыву в Советскую армию. Служил в ВДВ. После срочной службы остался на сверхсрочную, затем окончил школу прапорщиков. До 1986 года служил в Германии, затем до 1993 года служил в Белоруссии, а затем по его просьбе был переведён в Россию, в Волгоград. В декабре 1994 года прибыл в Чеченскую республику в составе группировки «Северо-Восток». На тот момент он занимал должность старшины роты 68-го отдельного разведывательного батальона 20-й гвардейской Прикарпатско-Берлинской Краснознаменной ордена Суворова мотострелковой дивизии 8-й гвардейского армейского корпуса Северо-Кавказского военного округа.

### Подвиг
В ночь на 20 декабря 1994 года разведгруппа под командованием Пономарёва, двигаясь в авангарде, захватила мост через Сунжу возле станицы Петропавловская и заняла оборону. Днём на позиции приехал командир корпусом генерал-лейтенант Л. Я. Рохлин. Члены дудаевских вооружённых формирований обстреляли позиции отряда, так что Пономарёв заставил генерала покинуть поле боя и укрыться, что позднее породило легенду, что старшина погиб, закрывая своим телом Рохлина, за что и получил звание Героя.
Утром 21 декабря дудаевские подразделения атаковали мост при поддержке миномётов. Понимая, что перевес был на стороне атакующих, Пономарёв приказал группе отступать, а сам вместе с сержантом Арабаджиевым остался прикрывать отход. В ходе обороны старший прапорщик уничтожил семерых боевиков, подбил автомобиль УАЗ и подавил огнём пулеметную точку. Когда был ранен сержант Арабаджиев, Пономарёв стал выносить его через мост, но был тяжело ранен осколками близко разорвавшейся мины. Тогда он закрыл своим телом раненного сержанта, чем спас его от осколков последующих мин до прибытия подкрепления.
Похоронен старший прапорщик Пономарёв в посёлке Елань.

## Награды и память
За мужество и героизм, проявленные при выполнении специального задания, Указом № 2254 Президента Российской Федерации от 31 декабря 1994 года гвардии старшему прапорщику Пономареву Виктору Александровичу присвоено звание Героя Российской Федерации посмертно. Таким образом он стал первым, кто был удостоен этого звания за действия в ходе Первой чеченской войны.